# Erigone matanuskae
Erigone matanuskae – gatunek pająka z rodziny osnuwikowatych.

## Taksonomia
Gatunek opisany na podstawie okazu samicy. Nazwa gatunkowa pochodzi od rzeki Matanuska, w rejonie której odłowiono holotyp.

## Opis
Długość ciała wynosi 1,62 mm. Ciało wydłużone. Karapaks niski, jasnożółty. Oczy małe, podobnej wielkości, czarnoobrzeżone, zajmują 40% szerokości głowy i położone są prawie frontowo. Brak bruzdy środkowej. Tylny rząd oczu prosty, przedni nieco odgięty. Szczękoczułki jasnopomarańczowe, stosunkowo grube, o trzech ząbkach na przedniej krawędzi zęba jadowego i pięciu na wewnętrznej. Sternum żółte. Odnóża i nogogłaszczki bardzo jasno żółte, a pod spodem bioder i ud białe. Odwłok białawy, dwa razy dłuższy niż szeroki. Epigynum żółtawe.

## Występowanie
Gatunek ten jest endemitem Alaski (Stany Zjednoczone).